# انتخابات مجلس الأمن التابع للأمم المتحدة 1991
أُجريت انتخابات مجلس الأمن التابع للأمم المتحدة لعام 1991 في 16 أكتوبر 1991 خلال الدورة السادسة والأربعين للجمعية العامة للأمم المتحدة، التي عقدت في مقر الأمم المتحدة في مدينة نيويورك. انتخبت الجمعية العامة الرأس الأخضر (لأول مرة) والمجر واليابان والمغرب وفنزويلا أعضاءً غير دائمين في مجلس الأمن التابع للأمم المتحدة لفترة سنتين تبدأ في 1 يناير 1992.

## القواعد
يتألف مجلس الأمن من 15 مقعدا، يشغلها خمسة أعضاء دائمين وعشرة أعضاء غير دائمين. وفي كل عام، يتم انتخاب نصف الأعضاء غير الدائمين لمدة عامين.   ولا يجوز للعضو الحالي أن يترشح على الفور لإعادة انتخابه. 
وفقًا للقواعد التي يتم بموجبها تناوب المقاعد العشرة غير الدائمة في مجلس الأمن بين الكتل الإقليمية المختلفة التي تقسم إليها الدول الأعضاء في الأمم المتحدة تقليديًا لأغراض التصويت والتمثيل،  يتم تخصيص المقاعد الخمسة المتاحة على النحو التالي:
- مقعدان للدول الإفريقية، أحدهما لـ"المقعد العربي" (يشغلهما ساحل العاج وزائير)
- مقعد للمجموعة الآسيوية (الآن مجموعة آسيا والمحيط الهادئ)[5] (يشغله اليمن)
- مقعد لأمريكا اللاتينية ومنطقة البحر الكاريبي (يشغله كوبا)
- مقعد لمجموعة أوروبا الشرقية (يشغله رومانيا)

ولكي يتم انتخابه، يجب أن يحصل المرشح على أغلبية ثلثي الحاضرين والمصوتين. إذا كان التصويت غير حاسم بعد الجولة الأولى، فسيتم إجراء ثلاث جولات من التصويت المقيد، تليها ثلاث جولات من التصويت غير المقيد، وهكذا، حتى يتم الحصول على نتيجة. في التصويت المقيد، لا يجوز التصويت إلا على المرشحين الرسميين، بينما في التصويت غير المقيد، يجوز التصويت على أي عضو في مجموعة إقليمية معينة، باستثناء أعضاء المجلس الحاليين.

## المرشحون
وقبل التصويت في الجمعية العامة، أبلغ رؤساء المجموعات الإقليمية المعنية الجمعية بالبلدان التي حظيت بتأييد مناطقها. أكد الممثل الدائم لهندوراس لدى الأمم المتحدة، تأييد مجموعة أمريكا اللاتينية والكاريبي لترشيح فنزويلا. وأكد ممثل إثيوبيا ترشيح كل من الرأس الأخضر والمغرب عن للمجموعة الأفريقية. وأكد ممثل اليابان، ترشيح اليابان كمرشح معتمد للمجموعة الآسيوية. وأكد ممثل الاتحاد السوفييتي دعم مجموعة أوروبا الشرقية لترشيح المجر.

## النتيجة
وتم التصويت على ورقة اقتراع واحدة. وبلغ عدد بطاقات الاقتراع 161 ورقة.
| الدولة                  | الجولة الأولى |
| الرأس الأخضر            | 158           |
| اليابان                 | 158           |
| فنزويلا                 | 154           |
| المجر                   | 149           |
| المغرب                  | 148           |
| نيجيريا                 | 2             |
| الأرجنتين               | 1             |
| هندوراس                 | 1             |
| تونس                    | 1             |
| يوغوسلافيا              | 1             |
| ممتنعون                 | 0             |
| بطاقات الاقتراع الباطلة | 0             |
| الأغلبية المطلوبة       | 108           |

## روابط خارجية
- وثيقة الأمم المتحدة A/46/PV.32 المحضر الرسمي لجلسة الجمعية العامة، 16 أكتوبر/تشرين الأول 1991